# NGC 7379
NGC 7379 في الفهرس العام الجديد، هي مجرة، تقع في كوكبة العظاءة. اكتشفت في 22 سبتمبر 1876 بواسطة إدوارد ستيفان.

## روابط خارجية
- NGC 7379 على موقع ويكي سكاي: DSS2, SDSS, GALEX, IRAS, Hydrogen α, X-Ray, Astrophoto, Sky Map, Articles and images